# 田町 (岡山市)
田町（たまち）は、岡山市北区にある地区、および同所界隈（中央町や柳町の一部を含む）の歓楽街の通称。

## 概要
田町は岡山市の中心市街地にあり、岡山電気軌道の田町停留場、新西大寺町筋停留場および大雲寺前停留場が近くにある。
岡山市最大の歓楽街であり、スナック・キャバクラなどの水商売店や、風俗店が密集しているエリアとして有名である。
歓楽街は田町（主に田町2丁目）の他に、南側の中央町や東側の柳町の一部にも広がっているが、田町が歓楽街の大部分を占めているため、一般的に便宜上「田町」の名称で呼ばれる。
田町1丁目は、南部のあくら通り付近は歓楽街的な様相だが、北部の県庁通り付近は、表町地区と駅前・本町地区アクセス道として歩く人も多く、若者向けのセレクトショップや飲食店が多い。その為、一般的に歓楽街として「田町」という場合は、前述の県庁通り付近は含まない。
現行の行政地名としての田町は昭和39年に従前の常盤町と西田町・東田町・下田町・仁王町の各一部から成立、中央町は昭和39年に従前の高砂町・浜田町と下田町・仁王町・瓦町の各一部から成立、柳町は昭和39年に従前の上西川町・下西川町・下石井・大供の各一部から成立。

## 地理
東部を南北に柳川筋が通り、岡山電気軌道清輝橋線がある。西部は南北に西川および西川筋が通り、西川西方が柳町となる。南部は中央町南側にかつて国道2号の指定区間であった県道（いわゆる旧2号線）が東西に走っている。北部は1丁目と2丁目間を東西にあくら通り、1丁目北部を東西に県庁通りが走っている。

## 施設
- 田町停留場
- 新西大寺町筋停留場
- 大雲寺前停留場
- 第一ニシキ館 - ポルノ映画館
- 蓮昌寺 (岡山市)
- 正覚寺 (岡山市)
- 景福寺
- ホテルハリウッド
- 岡山パークホテル
- 岡山ユニバーサルホテル